# Gau-Heppenheim
Gau-Heppenheim là một đô thị thuộc huyện Alzey-Worms, bang Rheinland-Pfalz, nước Đức. Đô thị Gau-Heppenheim có diện tích 5,53 km².